# Амос
Амос (עָמוֹס на хебрејском †745. п. н. е.) је био старозаветни пророк који је живео у VIII веку п. н. е.

## Житије
Рођен је у селу Текуји близу Витлејема у сиромашној породици, па је радио као свињар за богате становнике Јерусалима. У Старом завету се спомиње да је Бог изабрао Амоса за свог пророка. Он је био против идолопоклонства цара Озија и његових жречева и одвраћао је народ од тога и учио га да се клања једном Богу. Кад га је главни жрец Амасија због тога прогањао, он је прорекао да ће Асирци покорити Израиљ и убити цара и Амасијине синове, а да ће Амасијину жену силовати на његове очи. Због ових речи га је Амасијин син ударио штапом толико јако да је једва жив донесен у своје село Текују, где је преминуо. У Старом завету једна књига носи његово име (Књига пророка Амоса).

## Историја
Према неким изворима, Св. Пророка Амоса је као крсну славу славио Свети кнез Лазар. У селу Грбицама је пре више од шест векова био саграђен средњовековни манастир или црква мањих димензија, намењена за богослужења мештанима који су населили ове крајеве и могуће је да је ова црква била посвећена управо овом свецу.

## Празник
Српска православна црква слави га 15. јуна по црквеном, а 28. јуна по грегоријанском календару.